# 연곡고분
연곡고분(連谷古墳)은 대한민국 강원특별자치도 강릉시 연곡면 방내리에 있는 신라의 무덤이다. 1984년 6월 2일 강원특별자치도의 문화재자료 제53호로 지정되었다.

## 개요
연곡 면사무소의 서남쪽 산봉우리에 있는 신라의 무덤이다.
뚜껑돌의 일부가 파손되었지만 비교적 보존상태가 좋은 편이다. 무덤의 구조는 정확한 학술조사가 없어 확실히 알 수 없으나, 주변에 남아있는 무덤 유적과 비교해 볼 때 4면을 돌로 벽을 쌓고 뚜껑돌을 덮은 돌방무덤(석실분)으로 생각된다.
주변에서는 굽다리접시(고배), 둥근바닥긴목항아리(원저장경호), 둥근바닥항아리(원저단경호) 등의 전형적인 신라 토기 조각이 수습되었다.

## 참고 자료
- 연곡고분 - 국가유산청 국가유산포털